# Tổng thống bất đắc dĩ
Tổng thống bất đắc dĩ (tên gốc tiếng Anh: Designated Survivor) là một bộ phim truyền hình chính trị của Mỹ được tạo bởi David Guggenheim được phát sóng trên ABC trong hai mùa. Phần ba được phát sóng độc quyền và toàn cầu trên Netflix. Kiefer Sutherland đóng vai Thomas Kirkman, một chính trị gia người Mỹ được mệnh danh là người sống sót được chỉ định cho Nhà nước Liên bang, người đột nhiên từ vị trí Bộ trưởng Phát triển Đô thị và Nhà ở Hoa Kỳ lên làm Tổng thống Hoa Kỳ sau khi một vụ nổ giết chết mọi người phía trên ông trong danh sách kế vị tổng thống. Kirkman đối phó với sự thiếu kinh nghiệm của mình với tư cách là nguyên thủ quốc gia trong khi tìm cách khám phá sự thật đằng sau vụ tấn công.
Dự án đã bỏ qua giai đoạn thử nghiệm và được đặt hàng trực tiếp vào ngày 14 tháng 12 năm 2015, sau đó là thông báo chính thức vào ngày 6 tháng 5 năm 2016. Tập đầu tiên được công chiếu vào ngày 21 tháng 9 năm 2016, với hơn 10 triệu người xem. Tám ngày sau, một đơn đặt hàng mùa đầy đủ đã được công bố. Sê-ri đã được gia hạn cho mùa thứ hai vào ngày 11 tháng 5 năm 2017, được công chiếu vào ngày 27 tháng 9 năm 2017. Vào tháng 5 năm 2018, ABC đã hủy bỏ loạt phim sau hai mùa. Vào tháng 9 năm 2018, Netflix và Entertainment One tuyên bố họ đã đạt được thỏa thuận để chọn Designated Survivor cho phần thứ ba gồm 10 tập với phần sau chỉ chịu trách nhiệm sản xuất loạt phim. Phần ba được công chiếu trên Netflix vào ngày 7 tháng 6 năm 2019. Vào tháng 7 năm 2019, loạt phim đã bị Netflix hủy bỏ

## Nội dung
Vào đêm của Liên bang, một vụ nổ phá hủy Tòa nhà Quốc hội, giết chết Tổng thống và mọi người trong hàng ngũ kế vị, ngoại trừ Bộ trưởng Phát triển Nhà và Đô thị Thomas Kirkman, người được mệnh danh là người sống sót được chỉ định. Kirkman ngay lập tức tuyên thệ, không biết rằng cuộc tấn công chỉ là khởi đầu của những gì sắp xảy ra.

## Diên viên

### Vai trò chính
| Vai trò              | Tuổi | Công việc hay danh tính                                            | Diễn viên         | Chú ý |
| -------------------- | ---- | ------------------------------------------------------------------ | ----------------- | ----- |
| Thomas "Tom" Kirkman | 50   | Cựu Bộ trưởng Gia cư và Phát triển Đô thị Hoa Kỳ Tổng thống Hoa Kỳ | Kiefer Sutherland |       |
| Alex Kirkman         | 47   | Đệ Nhất Phu nhân Hoa Kỳ                                            | Natascha McElhone |       |
| Aaron Shore          | 35   | Chánh văn phòng Nhà Trắng                                          | Adan Canto        |       |
| Emily Rhodes         | 30   | Người phát ngôn Nhà Trắng                                          | Italia Ricci      |       |
| Mike Rhett           | 42   | Mật Vụ Hoa Kỳ                                                      | LaMonica Garrett  |       |
| Seth Wright          | 40   | Giám đốc Truyền thông Nhà Trắng                                    | Kal Penn          |       |
| Hannah Wells         | 38   | Cựu Đặc vụ FBI Sĩ quan phụ trách CIA                               | Maggie Q          |       |
| Chuck Russink        | 30   | Nhà phân tích FBI                                                  | Jake Epstein      |       |
| Lyor Boone           | 39   | Giám đốc Chính trị Nhà Trắng                                       | Paulo Costanzo    |       |
| Kendra Daynes        | 42   | Cố vấn Nhà Trắng                                                   | Zoe McLellan      |       |
| Damian Rennett       | 37   | Đặc vụ MI6                                                         | Ben Lawson        |       |

## Tập phim
| Mùa | Mùa | Số tập | Số tập | Phát sóng gốc       | Phát sóng gốc       | Phát sóng gốc |
| Mùa | Mùa | Số tập | Số tập | Phát sóng lần đầu   | Phát sóng lần cuối  | Network       |
| --- | --- | ------ | ------ | ------------------- | ------------------- | ------------- |
|     | 1   | 21     | 21     | 21 tháng 9 năm 2016 | 17 tháng 5 năm 2017 | ABC           |
|     | 2   | 22     | 22     | 27 tháng 9 năm 2017 | 16 tháng 5 năm 2018 | ABC           |
|     | 3   | 10     | 10     | 7 tháng 6 năm 2019  | 7 tháng 6 năm 2019  | Netflix       |

## Phát sóng
Trong quý đầu tiên, khu vực Hoa Kỳ đã phát sóng qua ABC, từ Thứ Tư, ngày 21 tháng 9 năm 2016 lúc 10:00 tối (Múi giờ Bắc Mỹ) . Khu vực Canada được phát sóng trên CTV, cũng từ thứ Tư ngày 21 tháng 9 năm 2016 . Bên ngoài Hoa Kỳ và Canada, nó được phát qua Netflix .
Trong quý II, khu vực Hoa Kỳ đã phát sóng trên ABC, từ 10:00 tối thứ Tư, ngày 27 tháng 9 năm 2017 (Múi giờ Đông ở Bắc Mỹ)  và phát sóng đồng thời trên Netflix vào ngày 28 tháng 9 năm 2017.
Tại Việt Nam, phim đã được mua bản quyền và phát sóng trên kênh VTV5 của Đài Truyền hình Việt Nam vào lúc 22h hàng ngày, phát lại lúc 0h ngày hôm sau bắt đầu từ ngày 19/6/2021